# 1&1
Die 1&1 AG ist ein deutscher Telekommunikationsanbieter mit Sitz in Montabaur. Das Unternehmen gehört seit 2017 mehrheitlich zu United Internet und bietet Mobilfunk- und Festnetzdienstleistungen an.

## Infrastruktur
Bei Mobilfunk greift das Unternehmen auf die Netzinfrastruktur von Vodafone zurück. Durch eine Auflage der Kartellbehörden hinsichtlich der Fusion zwischen E-Plus und Telefónica Germany konnte Drillisch sich hierbei bis zu 30 Prozent der Netzkapazitäten von Telefónica sichern. Historisch bedingt greift der Konzern bei Digital Subscriber Line und Glasfaser neben dem konzerneigenen Netz von 1&1 Versatel weiterhin auf die Netze anderer Anbieter zurück. Die Konzernmutter United Internet besitzt mit 1&1 Versatel eine eigene Festnetz-Infrastruktur und schaltet zunehmend mehr Kundenanschlüsse auf die eigene Breitbandversorgung.
Im Jahr 2019 hatte das Unternehmen bei der Versteigerung von 5G-Frequenzen den Zuschlag für den Aufbau eines eigenen Mobilfunknetzes erhalten. Das Unternehmen teilte damals mit, der Start für ein eigenes Netz sei für das Jahr 2021 geplant. Eine Grundvoraussetzung für den Start als Netzbetreiber ist das National Roaming, hier hat 1&1 im Oktober 2020 ein nach Prüfung der Europäischen Kommission verbessertes Angebot von Telefónica erhalten. Ende Mai 2021 wurde das Angebot in ein Abkommen umgewandelt, welches im Jahr 2024 zugunsten eines Abkommens mit Vodafone aufgekündigt wurde.

## Konzernsparten
Das Kerngeschäft Mobilfunk ist angesiedelt bei den hundertprozentigen Tochtergesellschaften
- 1&1 Telecommunication SE
  - 1&1 Telecom GmbH[4]
- Drillisch Online GmbH (Bildconnect, Black SIM, Cyber SIM, Handyvertrag.de, M2M-Mobil, Maxxim, Premium SIM, SIM 24, SIM.de, Simplytel, Smartmobil, Wherever SIM, Win SIM und Yourfone)
- 1&1 Mobilfunk GmbH[5]
- IQ-optimize Software GmbH (zur Erbringung vor allem konzerneigner IT-Dienstleistungen rund um das Mobilfunkgeschäft)[6]

Unter den Marken der Drillisch-Tochtergesellschaften werden insbesondere Mobilfunkanbieter für Privatkunden über das Internet vermarktet, aber auch M2M-Produkte an Geschäftskunden. Für die Produkte werden (wahlweise) die beiden Mobilfunknetze von Telefónica oder Vodafone genutzt, dabei weisen die Produkte im Vodafone-Netz in der Regel ein höheres durchschnittliches Preisniveau als jene im Telefónica-Netz auf. Der Privatkundenanteil am Gesamtgeschäft beträgt etwa 20 Prozent und die Geschäftsvorgaben für die Tochtergesellschaften erfolgen weitgehend zentral, sodass die meisten Marken ein ähnlich strukturiertes Tarifportfolio aufweisen. Zum 1. April 2014 wurde bei allen Anbietern eine neue Tarifwelt vorgestellt.
Die Maintaler Tochtergesellschaft der Drillisch AG, die IQ-optimize Software GmbH, firmierte bis 29. Mai 2007 unter dem Namen „IQ-work Software AG“. Sie stellt vor allem technische Dienstleistungen für den Mutterkonzern bereit. In geringerem Umfang bietet das Unternehmen artverwandte Leistungen auch anderen Geschäftskunden an. Neben den reinen Dienstleistungen vertreibt die IQ-optimize Software GmbH auch Lizenzen für eine hausintern entwickelte „Workflow-Management“-Software unter dem Namen „Mapito“.
Im September 2014 wurde bekannt, dass Drillisch neben der Nutzung von 30 Prozent der Netzkapazitäten des Fusionsunternehmens (aus o2 und E-Plus) im Jahr 2015 den Aufbau bzw. die Übernahme von bis zu 600 Shops von o2/E-Plus in Deutschland plant. Seit 22. Januar 2015 ist durch ein Interview klar, dass diese Shops unter dem neu erworbenen Markenlabel „Yourfone“ betrieben werden sollen.
Zum 1. April 2015 wurde im Rahmen konzerninterner Umstrukturierungen das operative Geschäft der Eteleon AG und der MS Mobile Services GmbH auf die Drillisch Telecom GmbH übertragen. Die Eteleon AG wurde aufgrund des Verschmelzungsvertrages vom 17. März 2015 auf die MSP Holding GmbH verschmolzen. Die MS Mobile Services GmbH wurde hingegen aufgrund des Verschmelzungsvertrages vom 17. März 2015 direkt mit der Drillisch Telecom GmbH verschmolzen. Yourfone wird die stationäre Premiummarke des Konzerns bilden, während Smartmobil die Online-Premiummarke wird.
Am 27. Mai 2015 wurde bekannt, dass Drillisch rund 300 Ladengeschäfte von Telefónica Deutschland übernimmt. Am 24. September 2015 nahm die Tochtergesellschaft Drillisch Telecom GmbH die Rechtsform einer Aktiengesellschaft an und firmiert nun als Drillisch Online AG. Am 28. Dezember 2017 informierte Heiko Hambückers, Vorstand Vertrieb und Marketing der Drillisch Online AG, dann darüber, dass die Shops an Aptus verkauft werden sollen, deren Geschäftsführer René Schuster ist. Die Drillisch Online AG nahm am 18. Juli 2018 die Rechtsform einer GmbH an und firmiert nun als Drillisch Online GmbH. Am 23. Oktober 2020 wurde die Tochtergesellschaft Mobile Ventures GmbH auf die Drillisch Online GmbH verschmolzen.

## Eigentümerstruktur
Die Eigentümerstruktur setzte sich am 31. Dezember 2023 wie folgt zusammen:
| Anteil  | Anteilseigner                                      |
| ------- | -------------------------------------------------- |
| 78,32 % | United Internet AG                                 |
| 18,26 % | Streubesitz                                        |
| 3,00 %  | TGV                                                |
| 0,26 %  | 1&1 AG (eigene Aktien)                             |
| 0,16 %  | Aufsichtsrat (V. Choulidis., MV Beteiligungs GmbH) |

## Geschichte

### Gründung und erste Jahre
Im Jahre 1957 wurde die Fernseh-Hugo Forster OHG gegründet, deren Gründungstätigkeit in der Errichtung von Hauptantennenverteilern sowie von Kommunikations- und Überwachungsanlagen bestand. Die Drillisch-Vertriebs- und Servicegesellschaft Nachrichten Technik mbH in Maintal wurde 1983 gegründet. 1985 wurde die Produktpalette um Mobiltelefone des C-Netzes erweitert.
Im Jahr 1989 begann man mit der Vermarktung von Telefaxgeräten. Ab 1991 wurden digitale Alarmierungssysteme für Feuerwehren und Errichtung von Feuerwehr- und Rettungsleitständen vermarktet.
Im Jahr 1992 wurde die Fernseh-Hugo Forster OHG in die Forster Kommunikationselektronik GmbH umgewandelt. Zwei Jahre darauf wurde die Drillisch Vertriebs-Serviceges. Nachrichtentechnik mbH & Co. KG gegründet und es begann die Tätigkeit als Service Provider im Mobilfunkbereich für das D2-Netz. 1997 wurde die Drillisch AG durch Hans Jochen Drillisch, Marc Brucherseifer und Nico Forster gegründet. Aus zuvor rechtlich selbständigen Gesellschaften entstand die Drillisch-Gruppe mit der Drillisch AG als Muttergesellschaft. Als Service-Provider kaufte das Unternehmen, welches über keine eigene Netzinfrastruktur verfügte, im großen Stil Telefoneinheiten vom Netzbetreiber Mannesmann Mobilfunk ein und verkaufte diese, verschnürt in spezielle Tarifpakete, an Endkunden weiter. Im einstigen Kerngeschäft, dem Handel mit Mobiltelefonen, Faxgeräten und sonstigem Zubehör erlösten sie noch etwa 48 Prozent des Gesamtumsatzes von 117,5 Millionen Mark.

### Börsengang
Die damalige Drillisch AG ging 1998 an die Börse. Insgesamt sollten bis zu 600.000 Stammaktien im Nennwert von fünf Mark emittiert werden (inklusive Greenshoe von 40.000 Aktien), von denen 360.000 aus einer Erhöhung des Grundkapitals auf neun Millionen Mark und 240.000 Aktien aus dem Bestand der Altaktionäre stammten.
Das Unternehmen erhielt 1998 eine Festnetzlizenz. Ein Jahr später wurde das Angebot um Internet-by-Call-Zugangsdienste ergänzt.
Im Jahr 2000 wurde die Festnetzlizenz an den finnischen Telekom-Konzern Elisa veräußert und das Unternehmen auf das mobile Internet ausgerichtet, um eine Insolvenz zu vermeiden. Das Unternehmen richtete die Suchmaschine Acoon für Web- und WAP-Dienste ein. Durch den Kauf des finnischen WAP-Programmierers und Content-Lieferanten Open-Net Oy verfolgte man den weiteren Ausbau des Internet-Content.
Im Jahr 2001 stand Drillisch zum Verkauf.
Ab 16. Februar 2004 vermarktete das Unternehmen UMTS-Produkte für D2 Vodafone über die Tochtergesellschaften Alphatel GmbH sowie die Victorvox AG. Am 31. März 2005 schied der bisherige Vorstandssprecher Marc Brucherseifer auf eigenen Wunsch aus dem Vorstand aus. Seit 2006 plante der Vorstandssprecher Paschalis Choulidis, die Serviceprovider Talkline und Debitel aus steuerrechtlichen Gründen und wegen der zunehmenden Sättigung des Handy-Markts unter Mobilcom-Debitel zu vereinigen.
Im Januar 2007 übernahm Drillisch seinen Wettbewerber Telco Services GmbH aus Idstein im Taunus mit rund 300.000 Kunden zum geschätzten Kaufpreis von 40 bis 50 Millionen Euro. Am 19. Dezember 2008 wurde bekannt, dass die Drillisch AG die Aktienmehrheit an der eteleon e-solutions AG, einem Internet-Vertriebsspezialisten, übernimmt. Der Vertrag über den Erwerb von 71,4 % wurde im März 2009 vollzogen und ab dem 16. August 2009 war die eteleon e-solutions AG eine Tochtergesellschaft der Drillisch AG.

### Übernahmeversuch der Freenet-Mobilfunksparte und Unternehmensbeteiligung durch United Internet

Ehemaliges Logo der Drillisch Telecom GmbH

Am 22. August 2007 gab Drillisch bekannt, dass der bisherige Anteil von 10,07 % am Wettbewerber freenet AG auf 28,56 % aufgestockt werden soll. Der Kauf stand jedoch noch unter dem Vorbehalt der Kartellbehörden. Im September 2007 traten Drillisch und United Internet mit dem Plan an die Öffentlichkeit, gemeinsam die Freenet AG übernehmen zu wollen. Drillisch und United Internet kontrollierten über die Holding MSP ungefähr 29 % der Freenet AG. Die Holding MSP gehörte beiden Unternehmen zu gleichen Teilen.
Am 31. Oktober 2007 äußerte sich Drillisch-Vorstandschef Paschalis Choulidis im Quartalsbericht erstmals konkret zu den Plänen bezüglich einer Übernahme von Freenets Mobilfunksparte (siehe Mobilcom). Am 20. November 2007 gab United Internet das Scheitern der Gespräche über eine Freenet-Übernahme bekannt. Drillisch-Vorstand Choulidis wurde dem Vernehmen nach von dieser Ankündigung überrascht und sei lediglich durch eine Pflichtmitteilung der United Internet darüber informiert worden.
United Internet erwarb Ende November 2007 überraschend 5,15 Millionen Drillisch-Aktien und war nun mit 9,68 Prozent an Drillisch beteiligt. Am 14. Dezember verkündeten Drillisch und United Internet noch die Erhöhung des Anteils der MSP Holding GmbH an Freenet auf 20,05 %.
Am 20. Dezember 2007 erklärte Freenet die Übernahmeverhandlungen bezüglich der Mobilfunksparte mit Drillisch ebenfalls für beendet.
Im Oktober 2009 verkaufte United Internet seine Anteile an der Drillisch AG.
Im Jahre 2013 reduzierte Drillisch seine Beteiligung an Freenet von ursprünglich 20,8 Prozent in zwei Schritten, zuerst im März 2013 und im Oktober 2013 auf 0,39 Prozent.
Am 27. April 2015 gab die United Internet bekannt, insgesamt 20,7 Prozent der Aktienanteile an der Drillisch AG zu übernehmen und damit größter Drillisch-Einzelaktionär werden zu wollen. Am 26. Mai 2015 wurde das Vorhaben des Unternehmens vom Bundeskartellamt ohne Auflagen genehmigt.

### Streit und Einigung über Provisionszahlungen mit der Deutschen Telekom AG
Im November 2011 kündigte die Deutsche Telekom fristlos die Zusammenarbeit mit der Drillisch AG und ihren Tochterunternehmen, da man der Drillisch-Tochter Simply Provisionsbetrug mit Prepaid-Mobilfunkverträgen vorwarf. Laut Aussage von Manfred Balz von der Telekom soll die Drillisch AG seit Februar 2011 mehrere zehntausend Mobilfunkanschlüsse aktiviert haben, ohne dass es dafür tatsächlich Kundenbeziehungen gab.
Ebenfalls wurde seitens der Telekom Strafanzeige gegen das Unternehmen erstattet. Der Aktienkurs der Drillisch AG gab nach Bekanntwerden des Vorgangs kurzfristig um bis zu 44 % nach.
Drillisch wies die Vorwürfe der Telekom entschieden zurück und erklärte, dass Simply sich vollumfänglich an die mit der Telekom geschlossenen Verträge gehalten habe.
Am 21. März 2012 gab Drillisch die Beendigung der Rechtsstreitigkeiten mit der Deutschen Telekom AG bekannt. Beide schlossen eine Vereinbarung zur Abwicklung der Vertragsverhältnisse und der Beendigung der anhängigen Zivilverfahren. Einen Monat später, am 19. April 2012, stellte die Staatsanwaltschaft Hanau mit Zustimmung des zuständigen Gerichts das Verfahren gegen Mitglieder des Vorstands und der Geschäftsführung des Drillisch-Konzerns endgültig ein.

### Kooperation mit Telefónica
Als 2014 die Fusion von Telefónica und E-Plus von der EU unter Auflagen genehmigt wurde, bekam Drillisch die Möglichkeit, 20 Prozent der Kapazität der Telefónica-Mobilfunknetze anzumieten. Der Vertrag wurde 2015 über die Drillisch Konzerngesellschaft MS Mobile Services GmbH (MS Mobile) mit einer Grundlaufzeit von fünf Jahren abgeschlossen und kann auf insgesamt 15 Jahre verlängert werden. Die Kapazität wird als Mobile Bitstream Access (MBA) in Form von Datendurchleitung und Datenvolumen zur Verfügung gestellt. Der Nutzungsanteil an der Netzkapazität kann bis zum Jahr 2020 auf bis zu 30 Prozent gesteigert werden.
In diesem Zuge verkaufte Telefónica 102 eigene sowie rund 199 Partnershops an die Drillisch-Gruppe.

### Übernahme durch United Internet
Wie beide Unternehmen am 12. Mai 2017 bekanntgegeben hatten, wurde Drillisch bis Dezember 2017 mehrheitlich durch die United Internet umgekehrt übernommen (Reverse Takeover). Dazu war geplant, dass United Internet seine Mobilfunk- und DSL-Sparte 1&1 Telecommunication SE durch zwei Sach-Kapitalerhöhungen in die Drillisch AG einbringt. Da erstere einen wesentlich höheren Unternehmenswert hat, ergibt sich aus der Transaktion eine mehrheitliche Beteiligung der United Internet AG (mindestens 73,7 %) an Drillisch. Für das neue Gesamtunternehmen wird ein Wert von 3,7 Milliarden Euro angesetzt. Mit rund 12 Millionen Mobilfunkkunden würde Drillisch dann mit der freenet AG, dem bislang viertgrößten Anbieter im deutschen Markt, gleichziehen.

Ehemaliges Logo der 1&1 Drillisch AG

Im Januar 2018 änderte das Unternehmen seinen Namen von Drillisch Aktiengesellschaft in 1&1 Drillisch Aktiengesellschaft.
Zum 24. September 2018 wurde 1&1 Drillisch im Zuge der Neustrukturierung der Aktienindizes zusätzlich zum Listing im TecDAX in den MDAX aufgenommen.

### Clearingstelle Urheberrecht im Internet
Seit Februar 2021 ist 1&1 Drillisch Mitglied bei der Clearingstelle Urheberrecht im Internet.

## Telekommunikationsgeschäft
Die Marke 1&1 ist mit 4,3 Millionen DSL-Endkunden (Stand: 2018) hinter der Deutschen Telekom und Vodafone die Nummer drei bei der Vermarktung von Breitbandzugängen in Deutschland. Die bis Juni 2007 vermarkteten DSL-Anschlüsse, die einen Telekom-Festnetzanschluss voraussetzten, werden entweder von der Telekom bereitgestellt oder durch Telefónica Deutschland mittels Line-Sharing (ausschließlich über ADSL2+) realisiert und unter dem Namen 1&1 DSL vertrieben. Mit der Integration von Voice over IP (2004), Video-on-Demand (1&1 in Kooperation mit Maxdome) und 1&1-Mobilfunk-Tarif (2007) in das DSL-basierte Bündelangebot wurde 1&1 zum Quadruple-Play-Anbieter. Die Zusammenarbeit mit Maxdome wurde zum 1. Januar 2012 eingestellt und die bestehenden Verträge in entsprechende DSL- und Telefonie-Bundle umgewandelt.
In einem DSL-Test des Magazins Connect von Juli 2015 kam 1&1 vor der Telekom auf Platz 1 und vermarktete dies in einem vergleichenden Werbespot. Die Telekom konterte mit einem Spot, der unter Berufung auf dieselbe Zeitschrift auf den schlechten Handyempfang beim Konkurrenten anspielte.
Eine Besonderheit von 1&1 im Vertrieb spielt stets das sogenannte Bundling. Dabei wird Hardware zusammen mit einem Vertrag angeboten. Bereits in den 1990er Jahren erzielte 1&1-gebrandete Hardware dadurch eine starke Verbreitung, beispielsweise das Modem „1&1 Speedster 14.400“. Einen Meilenstein bildete die Zusammenarbeit mit dem Berliner Hersteller AVM, zu dessen größtem Kunden 1&1 avancierte, und deren DSL-Router unter der Marke „1&1“ vertrieben wird. Weitere Beispiele sind zwischen 2006 und 2010 das mobile E-Mail-Gerät 1&1 PocketWeb und das ursprünglich als Fernbedienung für das 2008 vorgestellte 1&1 MediaCenter konzipierte 1&1 SmartPad aus dem Jahr 2010.

## Tabelle der Mobilfunkfrequenzen
| Frequenzband | Technologie | Generation | Status     | Bandbreite | Anmerkung                                                                              | Anmerkung |
| ------------ | ----------- | ---------- | ---------- | ---------- | -------------------------------------------------------------------------------------- | --------- |
| 2100 MHz     | LTE         | 4G         | Geplant    | 20 MHz     | ab 1. Januar 2026 und bis 31. Dezember 2040, bis zu 200 MBit/s, 5G N1 im DSS-Verfahren | Band 1    |
| 2600 MHz     | LTE         | 4G         | In Betrieb | 20 MHz     | bis 30. Dezember 2025 angemietet von Telefónica, bis zu 200 MBit/s                     | Band 7    |
| 3,5 GHz      | NR          | 5G         | In Betrieb | 50 MHz     | bis 31. Dezember 2040, bis zu 1 GBit/s                                                 | Band n78  |

## Außenwirkung und Werbekampagnen der Marke 1&1
Ab Dezember 2009 lief eine Marketingkampagne mit mehreren Fernsehwerbespots über einen Zeitraum von circa zwei Jahren an, deren zentrale Figur der 1&1-Mitarbeiter Marcell D'Avis war, der sich als „Leiter für Kundenzufriedenheit“ vorstellte und versprach, sich um die Anliegen von Kunden teils persönlich kümmern zu wollen. Die Werbespots avancierten daraufhin zu einem mehrere Jahre anhaltenden Internetphänomen im deutschsprachigen Raum.
Vom Anfang der Saison 2020/21 bis zum Ende der Saison 2024/25 war der Fußball-Bundesligist Borussia Dortmund Werbepartner von 1&1.